# Naomi Sharon
Naomi Sharon Webster, née le 4 mars 1995, est une auteure-compositrice-interprète néerlandaise. 

## Biographie

### Carrière

#### Début de carrière
En 2019, elle sort le titre The Moon. La même année, elle a donné une conférence TED pour TEDxAmsterdamWomen sur l'amour de soi, où elle a interprété la chanson.
Elle sort en 2019, son deuxième single, "Breeze", le single a attiré l'attention de Drake.
Début 2023, Naomi Sharon est devenue la première femme signataire du label de Drake, OVO Sound. 

#### Obsidian
Son premier album, Obsidian, est sorti plus tard cette année-là en octobre, salué par la critique pour sa profondeur émotionnelle et la diversité de ses influences. 
Naomi Sharon a ensuite participé à sa première tournée, Obsidian Tour, avec trois dates en Amérique du Nord et quatre en Europe.
Elle a sorti un single « Nothing Sweeter » le 18 janvier 2024. Elle fait une prestation live sur la chaine Youtube COLORS  où elle a interprété la chanson.
Le 5 septembre, un single sort appelé Goodbye de DJ Snake et Naomi Sharon sort.

### Vie privée

#### Vie sentimentale
En 2021, Naomi Sharon a rompu ses fiançailles et sa relation de huit ans avec son ex-fiancé Jamie Sun,. Jamie Sun a affirmé sur Instagram que Naomi Sharon avait une liaison avec Drake, Jamie Sun affirmant que Naomi Sharon et Drake "ont fait beaucoup plus" que "simplement faire de la musique".

## Discographie

### Singles
- 2019 : The Moon
- 2019 : Breeze
- 2020 : 1991
- 2021 : Daughter Of The Sun
- 2021 : Hills
- 2023 : Celestial
- 2023 : Another Life
- 2023 : Definition of Love
- 2023 : Regardless
- 2023 : Push feat. Omah Lay
- 2024 : Nothing Sweeter

### Apparitions
- 2018 : Zon de Jamie Sun feat. Naomi Sharon
- 2019 : Deeper de Full Crate feat. Naomi Sharon
- 2020 : Fall Too Fast de Parkboy Play feat. Naomi Sharon
- 2023 : Waiting For You de Majid Jordan feat. Naomi Sharon
- 2023 : Wanted de Amaarae feat. Naomi Sharon
- 2024 : Goodbye de Dj Snake feat. Naomi Sharon